# Alface frisada
Alface frisada (Lactuca sativa var. crispa), também conhecida como alface crespa, é uma planta de horta da variedade batavia do gênero alface e é muito usada na alimentação humana, crua em saladas ou cozida em sopas. Tem a aparência semelhante à alface lisa, mas possui pequenas ondulações no topo das folhas, que apresentam coloração verde ou roxa. A alface frisada pode ser cultivada no solo ou em uma solução nutritiva (água e nutrientes). O seu plantio pode ser feito durante o ano todo, com mais produtividade nas estações do verão e inverno. A alface frisada é um dos tipos de alface mais consumida no Brasil.

## Valor nutricional
A alface frisada é rica em fibras, além de conter vitamina A, vitamina C, niacina, cálcio, ferro e fósforo. O valor energético da planta é baixo, já que 96% do seu peso é constituído em água, apresentando pouca quantidade de gorduras e calorias.
| Alface crespa    | Porção de 100g   | %VD* |
| ---------------- | ---------------- | ---- |
| Valor Energético | 10.7 Kcal = 45kJ | 1%   |
| Carboidratos     | 1,7 g            | 1%   |
| Proteínas        | 1,4 g            | 2%   |
| Fibra Alimentar  | 1,8 g            | 7%   |
| Cálcio           | 38 mg            | 4%   |
| Vitamina C       | 15,6 mg          | 35%  |
| Fósforo          | 25,8 mg          | 4%   |
| Manganês         | 0,2 mg           | 9%   |
| Magnésio         | 11 mg            | 4%   |
| Lipídios         | 0,2 g            | ---  |
| Ferro            | 0,4 mg           | 3%   |
| Potássio         | 267,1 mg         | ---  |
| Cobre            | 0,0 ug           | 0%   |
| Zinco            | 0,3 mg           | 4%   |
| Niacina          | 1,1 mg           | 6%   |
| Tiamina B1       | 0,1 mg           | 7%   |
| Riboflavina B2   | 0,1 mg           | 8%   |
| Sódio            | 3,4 mg           | 0%   |

- % Valores diários com base em uma dieta de 2.000 Kcal ou 8.400 kJ. Seus valores diários podem ser maiores ou menores dependendo de suas necessidades.

FONTE: Núcleo de Estudos e Pesquisas em Alimentação - NEPA; Tabela Brasileira de Composição de Alimentos - TACO

## Benefícios
A alface frisada auxilia na digestão e no bom funcionamento do intestino, além de ter indicações terapêuticas para problemas como insônia, diabetes, reumatismo e anemia. 

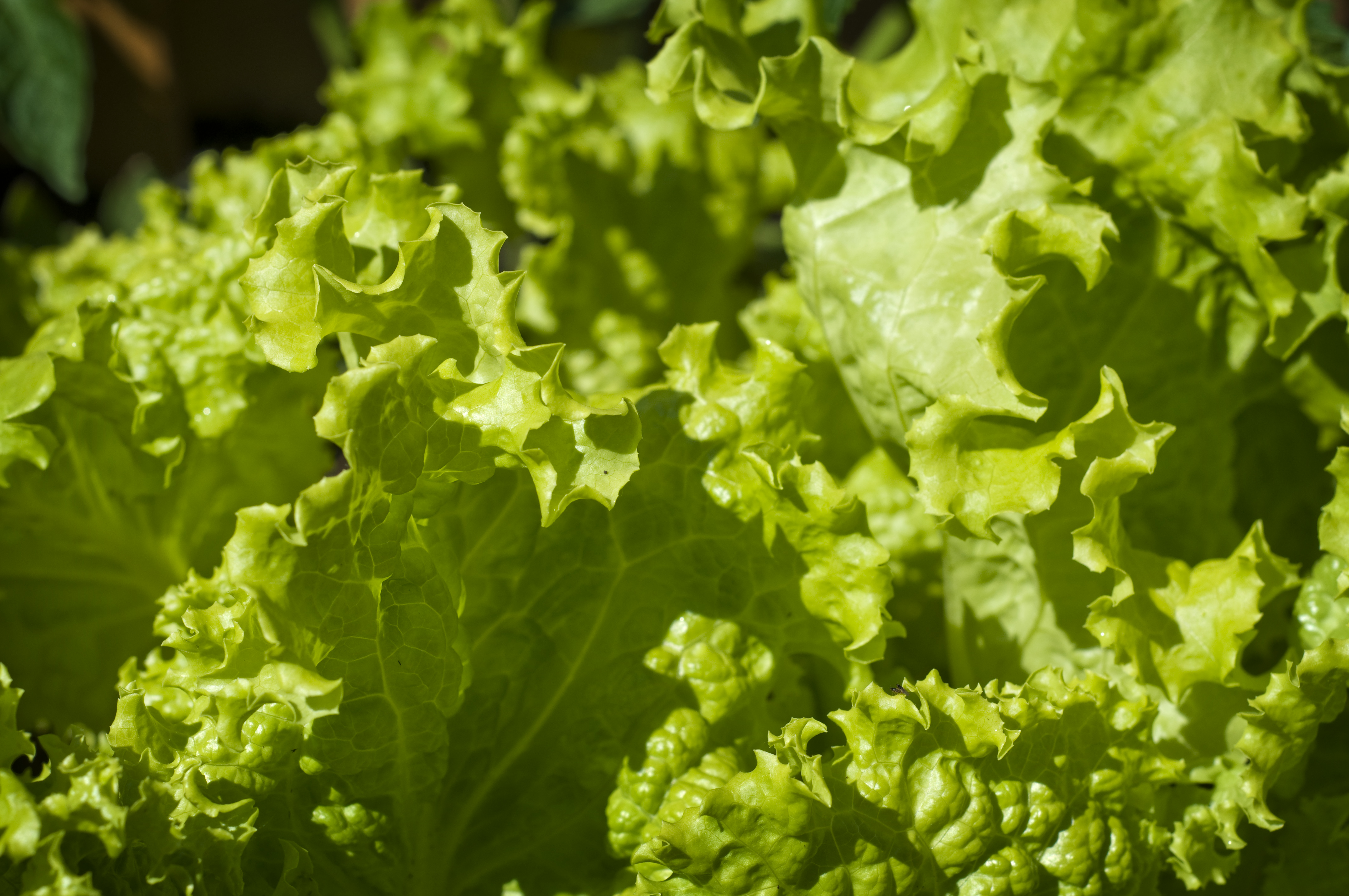
Folhas da alface frisada.

## Dicas de compra e conservação
Deve se dar preferência a folhas com aspecto de produto fresco, ou seja, firmes, brilhantes e sem áreas escuras. Bordas amareladas mostram que a alface está velha. É essencial lavar bem e mais de uma vez, principalmente se for usada crua, com a possibilidade de deixá-la de molho para uma limpeza mais efetiva (para isso recomenda-se o uso de vinagre ou água sanitária). A alface frisada tem facilidade para estragar e por isso deve ser conservada na geladeira ou dentro de uma vasilha com água. A planta não tolera congelamento.